# Operophtera myrtillivora
Operophtera myrtillivora är en fjärilsart som beskrevs av Hoffmann 1914. Operophtera myrtillivora ingår i släktet Operophtera och familjen mätare. Inga underarter finns listade i Catalogue of Life.